# Erwin Pröll
Erwin Pröll (Radlbrunn, 24 dicembre 1946) è un politico austriaco, presidente Land della Bassa Austria dal 1992 al 2017.

## Biografia

### I primi anni

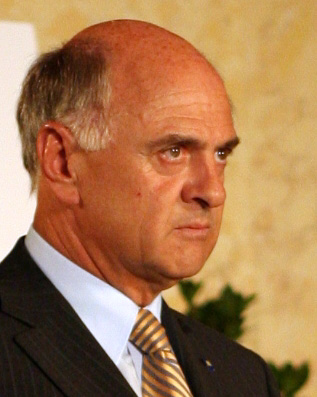
Erwin Pröll nel 2005

Pröll è nato in una famiglia di viticoltori. Ha frequentato la scuola elementare a Radlbrunn e la Hauptschule a Ziersdorf. Dopo aver superato l'esame di maturità a Tulln, ha studiato agroeconomia all'Università per le Risorse naturali di Vienna (Universität für Bodenkultur Wien). Ancora prima di aver terminato la carriera universitaria è stato il referente economico della federazione austriaca degli agricoltori (Österreichischer Bauernbund) dal 1972.

### La carriera politica
- Membro del consiglio del Land (Landesrat) dal 27 marzo 1980 al 22 gennaio 1981.
- Vice-governatore della Bassa Austria dal 22 gennaio 1981 al 21 ottobre 1992.
- Governatore della Bassa Austria dal 22 ottobre 1992.